# هيو ديفيدسون (ملحن)
هيو ديفيدسون هو ناقد موسيقي وملحن كندي، ولد في 27 مايو 1930، وتوفي في 14 يوليو 2014.